# Vlag van Somme-Leuze
De vlag van Somme-Leuze is op 23 juli 1996 bij raadsbesluit vastgesteld als de vlag van de Naamse gemeente Somme-Leuze. De vlag kan als volgt worden beschreven:
Rood een adelaar van hermelijn, gesnaveld en gepoot van geel.
De vlag werd pas op 28 maart 1997 bevestigd door de Franse Gemeenschapsregering. De vlag is volledig gebaseerd op het gemeentewapen en ziet er dus helemaal hetzelfde uit.